# Maurice Picard
Maurice Picard (geboren 12. September 1870 in La Chaux-de-Fonds; gestorben 7. April 1951 in Paris) war ein schweizerisch-französischer Uhrenunternehmer.

## Leben
Maurice Picard war der älteste von vier Söhnen des in der Uhrenstadt La Chaux-de-Fonds ansässigen Händlers von Präzisionswerkzeugen und Uhrenteilen Henri Picard und der Clara Baswitz. Er hatte zwei Schwestern, eine, Lina Jeanne Picard, heiratete den Automobilbauer Léon Jacques Hinstin. Die Ditisheim Familie war jüdisch und hatte die französische Staatsbürgerschaft, die auch Maurice Picard beibehielt. Die elterliche Firma expandierte und hatte Niederlassungen in Paris und London. Maurice Picard war als junger Mann Teil einer neuen Schicht von Uhrenherstellern in La Chaux-de-Fonds, die die hergebrachten handwerklichen Herstellungsmethoden erneuerten. In der städtischen Gesellschaft tat er sich daneben als Fechter, als Fotograf, als Wintersportler und als Vorsitzender des Theatervereins hervor. Als Briefmarkensammler war er später Vizepräsident der Französischen Gesellschaft für Philatelie. Er heiratete Sara Marguerite Wolf (geboren 1881). Im Jahr 1900 gründete er in La Chaux-de-Fonds das Uhrenmuseum, das die Geschichte des Handwerks, aber auch den aktuellen Stand der Fertigungstechnik thematisieren sollte. Im selben Jahr wurde die Société des Amis du Théâtre (Gesellschaft der Theaterfreunde) von ihm geleitet. Picard wurde später Ehrenpräsident des Uhrenmuseums.
Im Jahr 1906 ging Picard mit seiner Frau nach Paris, um die Filiale der Firma Henri Picard & Frère zu leiten und arbeitete an der Entwicklung von Messgeräten. Daneben gründete er 1912 eine Fabrik für Kunstzähne in der Nähe von Versailles. Die Geschäftsräume hatte er im Boulevard de Sébastopol, er wohnte in der Rue du Printemps. Während des Ersten Weltkriegs leitete er eine Munitionsfabrik in Poissy und beauftragte unter anderem die Firmen Invicta und Ebel in La Chaux-de-Fonds als Zulieferer für die Granatenproduktion. 
Aufgrund seiner jüdischen Herkunft drohte im Zweiten Weltkrieg Picard und seiner Frau, die nach Schweizer Familienrecht durch die Ehe ihre Schweizer Staatsbürgerschaft verloren hatte, seit der deutschen Eroberung Frankreichs im Jahr 1940 die Deportation in den Osten. Trotz der Intervention des Rechtsanwalts Georges Brunschvig beim Vizedirektor für das Flüchtlingswesen beim EJPD Reynold Tschäppät wurde ihnen keine Einreiseerlaubnis in die Schweiz erteilt. Picard und Frau überquerten schließlich am 17. Juni 1944 die Grüne Grenze bei Foncine-le-Haut, wo sie von der Schweizer Grenzwacht aufgegriffen wurden. Aus nicht überlieferten Gründen sahen die Grenzwächter von einer sofortigen Ausschaffung ab, sondern inhaftierten sie für einige Zeit in Lausanne. Schon vor Kriegsende kehrten sie in das befreite Paris zurück.